# Жмеринський маслосироробний завод
Жмеринський маслосироробний завод — підприємство харчової промисловості в місті Жмеринка Жмеринського району Вінницької області України.

## Історія
Жмеринський молочний завод був побудований під час індустріалізації 1930-х років та введений в експлуатацію у 1932 році.
Під час Німецько-радянської війни 17 липня 1941 місто було окуповано наступаючими німецькими військами. 18 березня 1944 року Жмеринку було деокуповано радянськими військами, потім почалося відновлення зруйнованих промислових підприємств. У перші місяці відновлення проходило повільно, оскільки до серпня 1944 року місто і станцію бомбили літаки Люфтваффе, але після відновлення роботи цегельного заводу прискорилося.
Після війни підприємство було відновлено як маслоробний завод, а пізніше, у зв'язку з розширенням асортименту продукції — перейменовано на Жмеринський маслосироробний завод.
Загалом, за радянських часів завод входив до числа провідних підприємств міста.
У травні 1995 року Кабінет міністрів України ухвалив рішення про приватизацію заводу. Надалі, державне підприємство було перетворено на товариство з обмеженою відповідальністю.
У жовтні 2005 року власником контрольного пакета акцій заводу стала київська фірма ЗАТ «Укрпродукт Груп».
Економічна криза, що почалася у 2008 році ускладнила становище підприємства, і 26 червня 2009 року господарський суд Вінницької області порушив справу про банкрутство заводу.

## Діяльність
Підприємство спеціалізувалося на виробництві вершкового масла і плавлених сирів.